# What's My Line? (Buffy the Vampire Slayer)
What's My Line es el noveno y décimo episodio, siendo un capítulo doble, de la segunda temporada de Buffy la Cazavampiros.
En la primera parte, Buffy Summers afronta la «Semana de las Profesiones» en el instituto mientras Spike contrata a una serie de asesinos para matar a la Cazadora; una feroz luchadora que se identifica a sí misma como Kendra llega a Sunnydale. En la segunda parte, Buffy se encuentra con otra Cazadora de vampiros, mientras Ángel es secuestrado por Spike para un ritual por el que Drusilla puede curarse.

## Argumento

### What's My Line? (I)
Es la semana de las profesiones en el instituto de Sunnydale. Excepto para Buffy (Sarah Michelle Gellar), cuyo destino ya está trazado. Mientras esta está ocupada, Spike (James Marsters) encuentra una cura para Drusilla (Juliet Landau) en el libro que le robó a Giles (Anthony Head): el libro tiene un código y con las cartas del tarot deciden lo que van a hacer. Mientras tanto, en el cementerio, Buffy entra al mausoleo y ve al traductor y a otro vampiro. Cuando va a matar al vampiro, el traductor escapa. Cuando vuelve a casa, Ángel (David Boreanaz) aparece y le advierte que podría tener problemas. Buffy, todavía molesta por la semana de las profesiones, le revela su secreta obsesión de niña con la patinadora sobre hielo Dorothy Hamill.
Giles está preocupado por el vampiro que desapareció y por lo que pudo haberse llevado del mausoleo. Spike tiene una cruz que es parte de la cura, pero sabe que Buffy intervendrá y nunca podrá curar a Drusilla, así que decide enviar a unos asesinos para acabar con ella. Giles previene a Buffy y esta examina el mausoleo descubriendo el nombre de «Dulac», el autor del libro de hechizos malignos escritos en latín antiguo robado por Spike. También descubre que la cruz ha sido robada de la tumba y es una parte esencial de la cura de Drusilla, aunque primero Spike tiene que descifrar el libro. Mientas tanto, extraños personajes llegan a Sunnydale.
Buffy deja su entrenamiento para ir a patinar con Ángel, pero un hombre la ataca. Ángel trata de salvarla pero Buffy logra cortarlo con sus patines. Ángel se preocupa cuando ve el anillo; Giles lo identifica como de la orden del Taraka: los asesinos enviados por Spike. No son vampiros ni seres normales, no se detienen hasta cumplir su palabra y si muere uno otro toma su lugar. Buffy, asustada, va a casa de Ángel y éste, mientras, va al bar de Willy en busca de información sobre los asesinos. Una mujer llega al bar, lucha con Ángel y lo encierra en una jaula para que muera al amanecer.
Trabajando con el traductor, Spike descubre lo que falta para curar a Drusilla. Cuando Xander (Nicholas Brendon) y Cordelia (Charisma Carpenter) van a buscar a Buffy a su casa, Cordelia deja pasar a un vendedor de cosméticos. En casa de Ángel, la exótica mujer trata de matar a Buffy con un hacha y se identifica como Kendra, la Cazavampiros (Bianca Lawson).

### What's My Line? (II)
Giles parece estar entusiasmado con Kendra, lo que hace que Buffy se sienta desplazada. Ahora que hay otra Cazadora, Buffy está considerando dejar que ocupe su lugar. En casa de Buffy, Cordelia habla con el vendedor hasta que se da cuenta de que está rodeada de gusanos. Xander y Cordelia tienen que esconderse en el sótano, donde discuten y acaban besándose apasionadamente. Finalmente, salen de la casa y escapan en el coche de Cordelia.
En el instituto, Willow (Alyson Hannigan) habla con Oz (Seth Green), un chico que también ha destacado en las pruebas. Una mujer policía que supervisa la feria repentinamente dispara a Buffy y hiere a Oz. Kendra llega al rescate y cuando la pandilla se reúne en la biblioteca, Giles les anuncia que ya descubrió en qué consiste el ritual: Ángel morirá esa noche para darle fuerza a Drusilla. Buffy y Kendra van al bar donde la nueva Cazavampiros había apresado a Ángel, convencida de que era maligno.
Mientras tanto, Drusilla está pasando el día con Ángel. Le recuerda las cosas que le hizo a ella y a su familia, mientras le rocía con agua bendita y disfruta de su dolor.
Willy les dice a las Cazadoras dónde se realizará el ritual: en una antigua iglesia, donde están todos los asesinos de la orden de Taraka. Cuando el grupo llega, Buffy observa cómo Drusilla está atada a Ángel, absorbiendo su energía. Buffy consigue liberar a Ángel cuando el fuego empieza a quemar la iglesia. Spike carga con Drusilla e intenta escapar, pero Buffy lo impide dejándoles caer un órgano encima.
Kendra se va de Sunnydale y se despide de Buffy. De los escombros de la iglesia emerge Drusilla, llena de energía y fuerte, lista para cuidar a Spike.

## Reparto

### Personajes principales
- Sarah Michelle Gellar como Buffy Summers.
- Nicholas Brendon como Xander Harris.
- Alyson Hannigan como Willow Rosenberg.
- Charisma Carpenter como Cordelia Chase.
- David Boreanaz como Ángel.
- Anthony Stewart Head como Rupert Giles.

### Apariciones especiales
- Seth Green como Oz.
- Saverio Guerra como Willy el Soplón.
- Kelly Connell como Norman Pfister.
- James Marsters como Spike.
- Juliet Landau como Drusilla.
- Armin Shimerman como Director R. Snyder
- Bianca Lawson como Kendra.
- Eric Saiet como Dalton.

### Personajes secundarios
- Michael Rothhaar como Suitman.
- P.B. Hutton como Mrs. Kalish
- Danny Strong como Jonathan Levinson.
- Spice Williams-Crosby como Patrice.

## Producción
- La toma del avión del que Kendra desciende fue hecha boca abajo y usada como alcantarillado de túnel en episodios posteriores.[1] La pista de hielo llamada Iceland, se encuentra en la calle 8041 Jackson Street en Paramount, California, a unas de 25 millas desde donde se solía filmar Buffy.[2]
- Sarah Michelle Gellar es una amante del patinaje sobre hielo, y en la vida real, ella el patinaje sobre hielo como es uno de sus hobbies.[3] Lo que, de acuerdo al escritor Martin Noxon, en el audiocoentario del DVD para el episodio, es la razón por la cual se incluyó esa escena en la serie.
- Bianca Lawson comenta con su acento durante su esadía en Buffy en una entrevista con SFX magazine:

«¡Odiaba totalmente ese acento! Me dieron el papel, y en realidad no tengo acento. Así que, literalmente, la noche anterior, dijeron, "¿Qué tal un acento jamaicano?" Es una de esas cosas donde, ¿sabes?, solo tuve que ponerlo en una cinta, pero no tuve la oportunidad de estar cómoda con él [acento]. Y la verdad es que, ciertas cosas — si las dices bien en jamaicano, la gente no lo llega a entender del todo, así que cambiaron cosas. Dijeron, "Bien, dilo así2 y es como, "¿Estaría bien con ese acento también?" "No importa ¡porque nadie va a entenderte!" Tanta gente estaba dándole una interpretación. Yo estaba como "!Pero todo el mundo va a pensar que lo hago mal!" Así que personalmente, ¡no estaba cómoda con el acento!"»
Bianca Lawson Entrevista a SFX.

- Seth Green mencionó en una entrevista a Ultimate TV que la frase «me burlo de tí con mis pantalones de mono» la oyó Allyson Hannigan en un sueño. Joss Whedon decidió insertarla en el episodio. Marti Noxon dijo en el DVD que todas las frases después del cumplido de Oz acerca de la sonrisa de Willow fueron improvisadas por Seth y Alyson.
- La idea de Joss Whedon era matar a Spike en este episodio. Sin embargo, ante la popularidad ante los fanes de James Marsters, Whedon decidió mantenerlo vivo, y dejarlo paralizado.